# Твиттер
«Тви́ттер», официальное название с 2023 года — X, (англ. Twitter, X, «Экс») — американская социальная сеть. Это пятый по посещаемости сайт в мире и одна из крупнейших социальных сетей с 550 млн пользователей ежемесячно.
В «Твиттере» пользователи публикуют и взаимодействуют с сообщениями, известными как «твиты». «Твиттер» также включает прямой обмен личными сообщениями, видео- и аудиозвонки, закладки, списки и сообщества, а также аудиокомнаты — Spaces.
Сервис предоставляется компанией X Corp. — преемницей Twitter, Inc., которая базировалась в Сан-Франциско, Калифорния, и имела более 26 офисов по всему миру. По данным 2025 года, X Corp. готовится к объединению с xAI. Первоначально твиты были ограничены 140 символами, но в 2017 году ограничение было удвоено до 280 для большинства языков. Аудио- и видеотвиты остаются ограниченными 140 секундами для большинства аккаунтов.
Twitter как сервис микроблогов был создан Джеком Дорси, Ноа Глассом, Бизом Стоуном и Эваном Уильямсом в марте 2006 года и запущен в июле того же года. К 2012 году более 100 миллионов пользователей размещали 340 миллионов твитов в день, а сервис обрабатывал в среднем 1,6 миллиарда поисковых запросов в день. В 2013 году он вошёл в десятку самых посещаемых сайтов и был назван «SMS интернета». К началу 2019 года у Twitter было более 330 миллионов ежемесячных активных пользователей. На практике подавляющее большинство твитов пишет меньшинство пользователей.
25 апреля 2022 года совет директоров Twitter, Inc. принял предложение Илона Маска по покупке компании за 44 млрд $. 27 октября 2022 года сделка была завершена. Линда Яккарино сменила Маска на посту генерального директора 5 июня 2023 года, а Маск остался председателем совета директоров и директором по технологиям. В июле 2023 года Маск объявил, что Twitter будет ребрендирован в X, логотип с птицей, а также название Twitter будут упразднены.
Тогдашний генеральный директор Twitter Джек Дорси впервые объявил об альтернативе Bluesky в Twitter в 2019 году.

## История

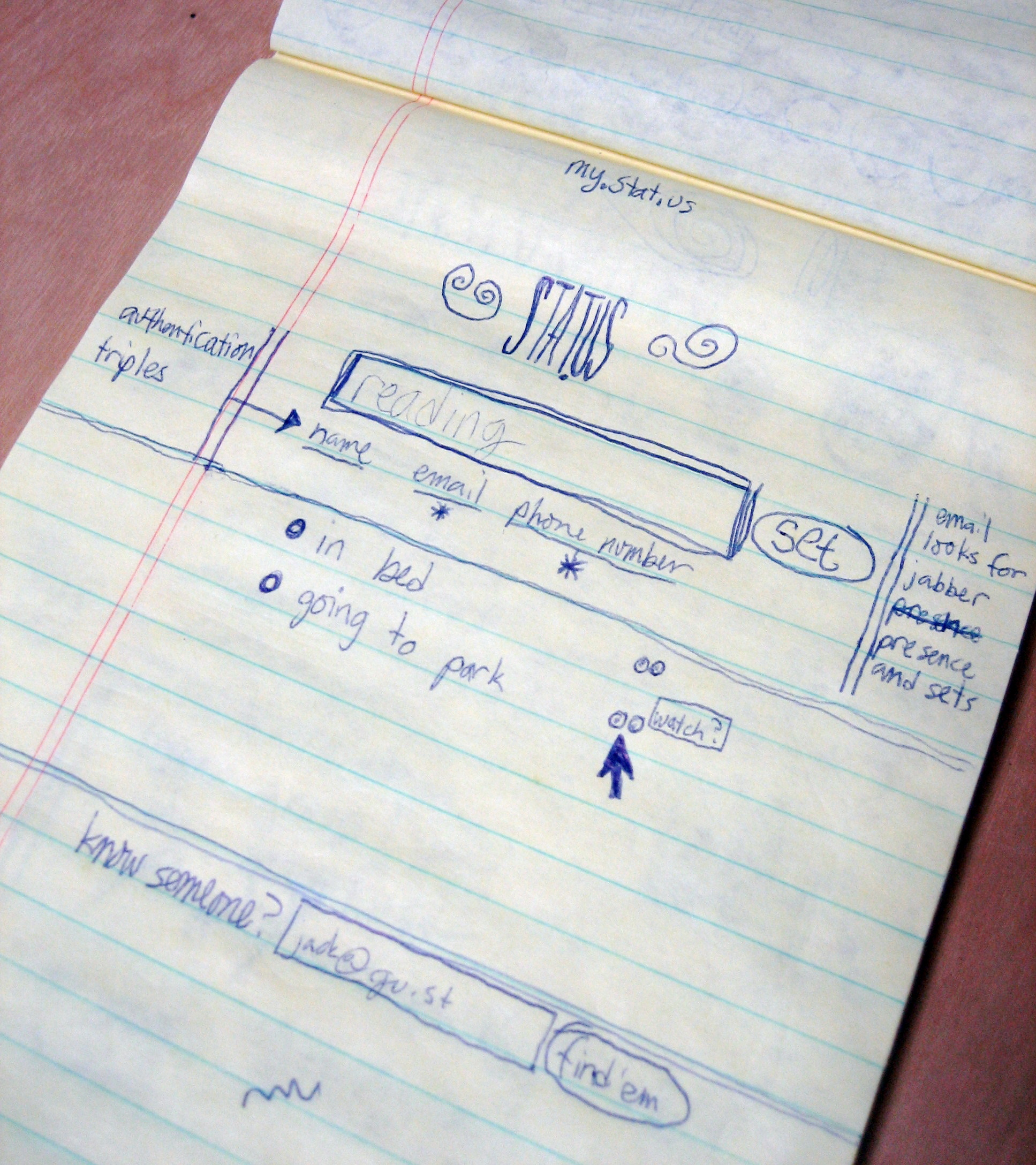
Предварительный эскиз «Твиттера» на бумаге (тогда под названием stat.us)

### Создание и первая реакция (2006—2007)
История «Твиттера» (от англ. to tweet — «чирикать, щебетать, болтать») началась в марте 2006 года как научно-исследовательский проект компании Odeo (Сан-Франциско), первоначально для внутреннего использования. Джек Дорси ввёл понятие индивидуального пользования SMS-сервиса для общения с небольшой группой. Первоначально проект задумывался, как возможность ответить на единственный вопрос: «Что ты сейчас делаешь?». Дорси хотел создать некую платформу, которая позволила бы ему постоянно обмениваться с друзьями короткими сообщениями. Сообщения в «Твиттере» сразу отображаются на странице пользователя и мгновенно могут быть доставлены другим пользователям, которые подписаны на их получение. Придуманное Ноа Глассом оригинальное кодовое название проекта twttr было навеяно названием знаменитого фотохостинга Flickr и пятисимвольной длиной американских коротких кодов SMS. Работа над проектом началась 21 марта 2006 года в 20:50 по стандартному тихоокеанскому времени (PST), когда Дорси опубликовал первое сообщение «Твиттер»: «just setting up my twttr».
Первый прототип «Твиттера» был использован в качестве внутренней службы для сотрудников Odeo, а полная версия была представлена публично 15 июля 2006 года.
В октябре 2006 года Биз Стоун, Эван Уильямс, Дорси и другие члены Odeo сформировали «Obvious Corporation» и приобрели Odeo и все его активы, в том числе Odeo.com и Twitter.com — с инвесторами и акционерами. «Твиттер» стал принадлежать отдельной компании в апреле 2007 года.
Настоящий триумф «Твиттера» произошёл в 2007 году на фестивале South by Southwest (SXSW). В ходе мероприятия использование «Твиттера» увеличилось с 20 000 твитов за день до 60 000. «Люди из „Твиттера“ ловко разместили две 60-дюймовые плазменные панели в конференц-холлах, исключительно для показа потоковых сообщений „Твиттера“», отметил в Newsweek Стивен Леви. «Сотни зрителей следили друг за другом через постоянные твиты». Реакция на фестивале была весьма позитивной. Блогер Скотт Бил заявил, что «Твиттер» «абсолютно рулит» («absolutely rul[ed]»). Исследователь социального программного обеспечения Danah boyd сказала, что «Твиттер» «овладел» фестивалем. Сотрудники Twitter, Inc. получили приз Web Award фестиваля, а Джек Дорси, верный своему стилю, в благодарственной речи сказал «Мы бы хотели поблагодарить вас в 140 символах. И только что сделали это!» (англ. We'd like to thank you in 140 characters or less. And we just did!).

Предыдущая версия логотипа «Твиттера», использовавшаяся до 14 сентября 2010 года

### 2007—2010
В 2007 году в Твиттере публиковалось 400 000 сообщений за квартал, а 2008 году этот показатель вырос до 100 миллионов твитов за квартал.
В 2008 году социальную сеть начали использовать журналисты и политики. Например, как агитационную площадку в президентских выборах. Также различные новости стали быстрее появляться и распространяться через Твиттер, чем через информационные агентства. 19 июня Твиттер впервые был использован НАСА — в социальной сети вышло сообщение о том, что космический аппарат «Феникс» обнаружил воду на Марсе. В октябре 2008 года Джек Дорси перестал вести активную деятельность в компании и ушёл с поста исполнительного директора, но остался членом совета директоров. На его должность был назначен Эван Уильямс, который занимал это место до октября 2010 года.
В мае 2009 года, спустя три года два месяца и один день после первого сообщения, в социальной сети опубликовали миллиардный твит. В июне социальная сеть выиграла интернет-премию Webby Award (присуждается ежегодно лучшим в мире веб-проектам) в категории «Прорыв года». 25 июня 2009 года, после смерти Майкла Джексона, сервера Твиттера рухнули — в сети публиковалось 456 сообщений в секунду, около 100 тысяч сообщений в час. Уже в октябре был опубликован пятимиллиардный твит. В конце года аудитория социальной сети составляла 18 миллионов человек.
К 2010 году Твиттер занял второе место по посещаемости среди социальных сетей, уступив первое место Facebook. В том же году социальная сеть выиграла премию Webby Award в трёх номинациях. 22 января астронавт Тимоти Кример отправил первый твит с борта Международной космической станции НАСА. Во время чемпионата мира по футболу 2010 года болельщики писали 2940 твитов в секунду в течение тридцати секунд после того, как Япония забила гол Камеруну. Рекорд был побит 17 июня того же года — 3085 сообщений в секунду после победы «Лос-Анджелес Лейкерс» в финале НБА, и ещё раз после победы сборной Японии по футболу над Данией на чемпионате мира, когда пользователи публиковали 3283 твита в секунду. В марте 2010 года было опубликовано десятимиллиардное сообщение. В июне выходило около 65 миллионов сообщений в день, то есть около 750 твитов в секунду. К концу года было зарегистрировано около 105 млн пользователей.

### 2010—2014

Логотип «Твиттера» с 2012 по 2023 год

14 сентября 2010 года Twitter, Inc. начала переработку сайта, включая обновлённый логотип. 24 сентября 2010 года была запущена новая версия сайта, которая позволила пользователям смотреть видео и фотографии прямо на сайте и в целом обогатила взаимодействие пользователя с «Твиттером», сделав его быстрее, проще, функциональнее. 4 октября 2010 года Эван Уильямс заявил, что он покидает пост генерального директора. Дик Костоло, бывший главный операционный директор компании, занял кресло Уильямса. Но Уильямс остался с компанией, чтобы «быть полностью сосредоточенным на производственной стратегии».
26 апреля 2011 года интерфейс «Твиттера» стал поддерживать турецкий и русский языки. 3 августа 2011 года представители компании заявили, что отключают старый интерфейс и переводят всех пользователей на новый, запущенный годом ранее. 8 декабря 2011 года был запущен новый интерфейс веб-версии и приложений для смартфонов на iOS и Android под названием Fly Twitter. На данный момент закрыт, ссылка ведёт на скачивание клиента. В 2011 году миллиард сообщений появлялся за неделю, в день публиковалось около 140 миллионов твитов. На Новый год в Японии, спустя четыре секунды после полуночи, была зарегистрирована максимальная активность пользователей — 6939 сообщений в секунду. В марте 2011 года в социальной сети было зарегистрировано 190 миллионов пользователей.
В 2012 Twitter, Inc. приобрела разработчика защиты для рекламных сетей в Интернете компанию «Dasient». 6 июня 2012 года был представлен новый логотип компании. Отныне предлагалось использовать только символ без текстовой части.
26 февраля 2013 года было запущено приложение для смартфонов на Firefox OS. 7 ноября 2013 года компания Twitter, Inc. провела IPO на Нью-Йоркской фондовой бирже и привлекла 1,8 млрд долларов.

### 2014—2019
Начиная с сентября 2014 года в сервисе начали тестировать новую систему платежей.
С ноября 2015 года «Твиттер» выбрал официального партнёра в России, им стала компания Httpool, представляющая компанию в 14 странах мира.
В марте 2016 года руководство «Твиттера» объявило о закрытии приложения TweetDeck для Windows. С 15 апреля зайти на TweetDeck пользователи Windows смогут через отдельный сайт. 20 июля 2016 года любой желающий пользователь «Твиттера» может совершенно бесплатно верифицировать свой аккаунт. 15 декабря Twitter, Inc. произвела слияние с Periscope, что добавило возможность добавлять потоковые видео Periscope на твиты. В апреле число активных пользователей составляло около 310 миллионов человек, 80 % которых пользовались социальной сетью через мобильные телефоны. Ежедневно публиковалось около 500 миллионов сообщений.
26 июня 2017 года — релиз версии 7.2 приложения «Твиттера» для Android с автоматическим ночным режимом. 27 сентября 2017 года «Твиттер» в тестовом режиме увеличил максимальный размер сообщений до 280 символов.
В марте 2019 года Twitter, Inc. запустила новое приложение под названием Twttr, которое будет служить в качестве площадки для тестирования новых функций. Программа позволит разработчикам тестировать новые идеи и получать обратную связь, а при получении положительного опыта — внедрять их в основную версию клиента «Твиттера».
В июле 2019 года произошёл глобальный сбой в работе «Твиттера», который наблюдался в США, Японии, Западной Европе, Южной Америке и России.

### 2019—2022
В январе 2019 года разработчики открыли некоторым пользователям доступ к тестированию новой веб-версии социальной сети. Обновления касались дизайна, навигации, поиска и других функций. В июле руководство Твиттера подтвердило запуск новой версии для всех пользователей.
В конце октября Джек Дорси сообщил, что социальная сеть перестанет размещать на своей платформе политическую рекламу, например пропаганду конкретных политических деятелей. При этом подчёркивалось, что останется реклама, которая касается участия в выборах. Запрет на использование политической рекламы вступил в силу с 22 ноября. В ноябре пользователи получили возможность скрывать ответы на свои публикации, например негативные или оскорбительные комментарии. При этом другие пользователи могут их увидеть, если нажмут на соответствующий значок. В четвёртом квартале 2019 года выручка Твиттера впервые превысила один миллиард долларов, а по итогам года она составила 3,46 миллиарда долларов.
В начале 2020 года инвестиционный фонд Elliott Management выкупил акции Твиттера на один миллиард долларов, что дало им возможность принимать решения в Совете директоров. Руководство фонда сообщило, что в скором времени планирует отставку Джека Дорси с поста генерального директора социальной сети. В марте компании заключили соглашение, по которому Дорси останется на своей должности, но при некоторых условиях.
В ноябре разработчики добавили в Твиттер функцию Fleets (аналог Stories в Instagram), с помощью которой опубликованные фото, видео или тексты по желанию пользователей могут исчезать через 24 часа.Также были представлены голосовые чаты Spaces, в которых пользователи могут отправлять друг другу звуковые сообщения. Функция была доступна ограниченному количеству пользователей в режиме закрытого бета-теста.
В декабре 2020 года, во время пандемии COVID-19, на платформе стала распространяться недостоверная информация о вакцинах против коронавирусной инфекции. В результате этого руководство приняло решение удалять сообщения, в которых содержатся ложные высказывания о побочных эффектах препаратов или высказывания об их влиянии на здоровье людей.
В начале марта 2021 года Джек Дорси выставил на онлайн-аукцион Valuables самый первый твит. 23-го марта его купили за 2.9 миллиона долларов. Третьего мая пользователи с количеством подписчиков 600 и более получили доступ к голосовым чатам Spaces. В июне Твиттер объявил о скором запуске функции Super Follows, с помощью которой активные пользователи с большим количеством подписчиков (более десяти тысяч) смогут брать ежемесячную плату за доступ к дополнительному контенту. В августе в социальной сети отключили временные твиты Fleets, так как пользователи не проявили интереса к этой функции. В том же месяце пользователям из США, Южной Кореи и Австралии стала доступна для тестирования новая функция — они получили возможность отправлять жалобу на твиты, которые содержат недостоверную информацию. В конце месяца запустили функцию Ticketed Spaces, которая позволяет создавать платные закрытые голосовые чаты Spaces, а первого сентября пользователям стала доступна функция Super Follows. В октябре на платформе ввели опцию удаления подписчиков без предварительной блокировки. В том же месяце голосовые чаты Spaces стали доступны всем пользователям.
29 ноября 2021 года Джек Дорси ушёл в отставку с поста генерального директора. На его должность был назначен технический директор Параг Агравал.
С весны 2022 года в социальной сети планировали ввести монетизацию контента для взрослых по принципу платных подписок. Реализация идеи не удалась, так как платформа не имеет возможности оперативно отслеживать и удалять запрещённый контент. В январе для всех пользователей стала доступна функция записи эфиров в аудиокомнатах Spaces.
В мае 2022 года Твиттер согласился выплатить 150 миллионов долларов для урегулирования судебного процесса, начатого из-за разглашения конфиденциальных данных пользователей. Так, в период с мая 2013 по сентябрь 2019 года номера телефонов и адреса электронной почты пользователей были использованы для таргетированной рекламы.
В августе инвестиционный фонд Elliott Management решил выйти из капитала Твиттер и продал все акции компании.
В сентябре в социальной сети начали проводить бета-тестирование редактирования сообщений среди платных подписчиков. Эта функция позволит изменить твит в течение 30 минут после публикации.
В декабре 2022 года Федеральный суд Сан-Франциско приговорил к трём годам лишения свободы экс-сотрудника Твиттера, который занимался шпионажем в пользу Саудовской Аравии. По версии следствия, осуждённый с 2013 по 2015 год следил за саудовскими диссидентами, пользуясь служебным доступом, и передавал данные правительству. Наградой за эти данные стали $300 000 и дорогие часы.

### Покупка Илоном Маском (2022)
По состоянию на 14 марта 2022 года Илон Маск купил 9,2 % акций Twitter, Inc. (73,48 млн акций). Стоимость пакета, согласно биржевой стоимости от 1 апреля, составляла более 2,8 млрд $, на фоне новости акции «Твиттера» выросли более чем на 25 % на премаркете. 25 апреля 2022 года совет директоров «Твиттер» принял предложение Маска по покупке компании за 44 млрд $, однако в июле Маск отказался от сделки.
В августе 2022 года суд штата Делавэр обязал Twitter передать Илону Маску дополнительную документацию, касающуюся подсчёта доли ботов и спам-аккаунтов в социальной сети. Кроме того, адвокаты Илона Маска запросили документы ещё у 22 сотрудников Twitter, которые, по словам адвокатов, располагали информацией о процессе анализа объёма спама в соцсети и количества ботов. При этом Twitter в рамках дела уже передал Маску информацию от примерно 41 своего сотрудника.
6 октября 2022 года суд, рассматривающий тяжбу между Маском и компанией, постановил, что Маск должен до 28 октября завершить сделку по покупке Twitter, чтобы избежать судебного разбирательства.
27 октября 2022 года сделка была совершена. Во главе компании встал Илон Маск. Генеральный директор Twitter Параг Агравал, финансовый директор Нед Сигал и два других высокопоставленных сотрудника вышли из состава руководства.

### Под руководством Маска, ребрендинг в X (с 2022)
28 октября стало известно, что Илон Маск планирует отменить «пожизненную» блокировку аккаунтов в Twitter. 20 ноября глава компании разблокировал аккаунт Дональда Трампа после того, как провёл опрос, в котором участвовали более 15 млн человек, за разблокировку проголосовало 51,8 % участников. Восстановленный аккаунт за семь часов набрал 25 млн подписчиков.
Илон Маск планировал ввести ежемесячную плату в размере 19,99 $ за знак верификации аккаунта («синяя галочка»). Эта услуга станет частью платной премиум-подписки Twitter Blue. Второго ноября стало известно, что цена верификации составит 8 $ в месяц. Запуск Blue Verified был назначен на 29 ноября, однако из-за фейковых аккаунтов его отложили на неопределённое время.
После того, как Илон Маск стал главой компании, ряд рекламодателей Twitter (General Mills, Audi, Pfizer) временно приостановил рекламу в социальной сети. Из-за этого сильно упала выручка компании. В ноябре 2022 года издание Bloomberg сообщило о том, что Илон Маск планирует сократить половину сотрудников компании, то есть около 3,7 тысячи человек. Сотрудники, которые будут уволены, получат уведомление в пятницу 5 ноября. По словам Илона Маска, сокращение связано с тем, что компания ежедневно теряет более 4 млн $ выручки. После массового сокращения в компании осталось работать 2,3 тыс. человек. Во время первой массовой онлайн-встречи с сотрудниками Twitter в ноябре Маск заявил о возможности банкротства компании.
С 21 марта 2006 до 9 марта 2023 года материнской компанией Twitter была Twitter, inc. С 9 марта 2023 года соцсеть принадлежит компании X Corp.
В начале апреля 2023 года социальная сеть Twitter сняла наложенную ранее блокировку с аккаунтов, связанных с российскими органами власти: Министерства иностранных дел, Министерства обороны, Кремля, посольства в Великобритании. Ранее также были убраны ограничения с государственных СМИ России, в частности, RT. Сообщалось, что это сознательное изменение политики корпорации, а не случайность. В ответ на критику за неудаление поста экс-президента РФ Дмитрия Медведева: «Украина исчезнет… потому что она никому не нужна» владелец Twitter Илон Маск заявил, что люди сами должны решать, какие слова являются пропагандой, а какие — нет. «Заниматься цензурой только потому, что так поступают другие, — это слабый ход», — сообщил Маск. 3 апреля 2023 года «Твиттер» на несколько дней сменил свой логотип на Доге.
В мае 2023 года Илон Маск ушёл с поста гендиректора Твиттера. На его должность была назначена бывший топ-менеджер компании NBCUniversal Линда Яккарино.
1 июля 2023 года Маск сообщил, что Твиттер ограничит число постов, которые может читать пользователь в день в зависимости от категории аккаунта: для верифицированных учётных записей, обычных, новых зарегистрированных; чтение без регистрации стало невозможно с 30 июня (в качестве «временной чрезвычайной меры» по борьбе с манипуляциями и агрессивным сбором данных).
Владелец американской социальной сети сообщает об убыточности компании из-за падения доходов от рекламы и большой долговой нагрузки.
24 июля 2023 года главная страница Twitter была переименована в «X», а днём ранее было настроено перенаправление с домена x.com на twitter.com. Новый логотип социальной сети — белая буква Х на чёрном фоне. По словам Маска, твиты будут переименованы в «иксы». Бизнесмен также отметил, что ребрендинг связан с тем, что раньше в приложении можно было общаться, размещая короткие сообщения на 140 символов, но теперь «вы можете публиковать практически все что угодно, включая несколько часов видео».
17 мая 2024 года сайт официально сменил доменное имя с twitter.com на X.com. 23 июня 2024 года Маск объявил, что собирается убрать с логотипа соцсети изображение птицы.
17 августа 2024 года «X» закрыла офис в Бразилии на фоне конфликта Маска с судебной системой этой страны. 31 августа 2024 года последовало официальное решение Верховного суда о блокировке соцсети. 19 сентября 2024 года на «X» был наложен штраф $922 250 в сутки за попытки использовать VPN для обхода блокировки. 20 сентября компания уведомила власти Бразилии о согласии на выполнение всех требований суда. 8 октября 2024 года блокировка «X» была снята.
В начале сентября 2024 года вышло приложение для просмотра видео и трансляций из «X» для умных телевизоров.

#### Антисемитский скандал
15 ноября Маск написал «Вы сказали сущую правду» в ответ на сообщение пользователя сети X, считавшего, что евреи якобы испытывают «диалектическую ненависть» к «белым людям». Media Matters 16 ноября отметила, что реклама Apple, Oracle и IBM в сети X находится рядом с восхвалением Гитлера и нацизма. 17 ноября 2023 года крупнейшие инвесторы Apple, Disney, Warner Bros. Discovery, Paramount, Sony Pictures и Lionsgate, а также IBM отказались размещать рекламу в Twitter после поддержки Илоном Маском антисемитского поста. Еврокомиссия также попросила прекратить покупать рекламу в Твиттере. Белый дом раскритиковал Маска за пропаганду антисемитизма. 18 ноября 2023 года в сети были вынуждены начать блокировать за призывы «от реки до моря».

## Статистика
Компания маркетинговых исследований Pear Analytics проанализировала 2000 твитов (информация, поступающая из США и на английском языке) в течение 2 недель в августе 2009 года с 11:00 утра до 5:00 вечера (CST) и разделила их на шесть категорий:
- Светская беседа — 41 %;
- Разговоры — 38 %;
- Ретвиты (повторяющиеся сообщения)[151] — 9 %;
- Самореклама — 6 %;
- Спам — 4 %;
- Новости — 4 %.

Исследователь социального программного обеспечения Дана Бойд ответила на исследования Analytics, утверждая, что то, что исследователи назвали «светской беседой», лучше охарактеризовать как «социальную заботу» и/или «осведомлённость об окружении» — когда человек хочет знать, что другие люди думают, делают и чувствуют, даже если он их совершенно не знает.

### Рейтинги
По данным Alexa Internet, «Твиттер» оценивается как один из 10 самых посещаемых веб-сайтов по всему миру. Ежедневное количество пользователей различно в разных исследованиях, из-за того, что «Твиттер» не обнародовал количество активных аккаунтов. В феврале 2009 года Compete.com определила «Твиттер» как третью наиболее часто используемую социальную сеть, имеющую 6 млн уникальных посетителей в месяц и 55 млн ежемесячных посещений.
В марте 2009 года ресурс Nielsen.com назвал «Твиттер» «самым быстрорастущим сайтом». «Твиттер» ежегодно растёт на 1382 %, увеличившись с 475 тыс. уникальных посетителей в феврале 2008 года до 7 млн в феврале 2009 года (за ним следуют Zimbio с 240-процентным увеличением, и Facebook, с 228-процентным). Однако лишь 40 % пользователей «Твиттера» после регистрации продолжают пользоваться им постоянно.

### Рост
В 2007 году отправлялось около пяти тысяч твитов в день. В 2008 году, по сообщению пресс-службы компании, этот показатель составлял уже 300 тысяч. К концу 2009 года размещалось 2,5 млн твитов за сутки. В феврале 2010 года пользователи «Твиттера» достигли отметку в 50 миллионов твитов в день. По состоянию на июнь 2010 года отправлялось около 65 миллионов твитов каждый день, что эквивалентно около 750 твитам в секунду.
«Твиттер» устанавливает рекорды во время заметных событий. Например, во время ЧМ-2010 фанаты писали 2940 твитов в секунду в течение матча Япония — Камерун 14 июня 2010 года. Рекорд был побит ещё раз, когда 3085 твитов/сек. публиковались после победы «Лос-Анджелес Лейкерс» в финале НБА 17 июня 2010 года. 25 июня 2009 года, когда умер американский певец Майкл Джексон, пользователи обновляли свой статус со словами «Michael Jackson» со скоростью 100 000 твитов в час.
11 апреля 2010 года «Твиттер» получил разработчика приложений — компанию Atebits. Atebits заработал награду Apple Design Awards за Твиттер-клиент Tweetie для Macintosh и iPhone. Приложение, которое теперь называется «Twitter» и распространяется бесплатно, является официальным клиентом «Твиттера» для iPhone.
По данным администрации сервиса на сентябрь 2011 года, число зарегистрированных пользователей «Твиттера» превысило 200 миллионов человек. При этом в январе сервис ежемесячно посещали около 250 миллионов человек, а в сентябре — уже 400 миллионов, при этом около 100 млн зарегистрированных пользователей заходят на сервис хотя бы раз в месяц.
В апреле 2016 года социальной сетью активно пользовались 310 миллионов человек, 80 % которых заходили в «Твиттер» через мобильные телефоны. Ежедневно публиковалось около 500 миллионов сообщений. В первом квартале 2019 года в Твиттере было 330 миллионов активных пользователей в месяц (MAU). В том же году компания заменила в отчётах показатель MAU на mDAU — монетизируемые ежедневные активные пользователи.
В четвёртом квартале 2020 года «Твиттером» ежедневно пользовались около 192 миллионов человек. В первом квартале 2022 года количество монетизируемых ежедневных пользователей составляло 229 миллионов человек. Во втором квартале социальную сеть использовали 238 млн активных пользователей в месяц.

## Финансирование

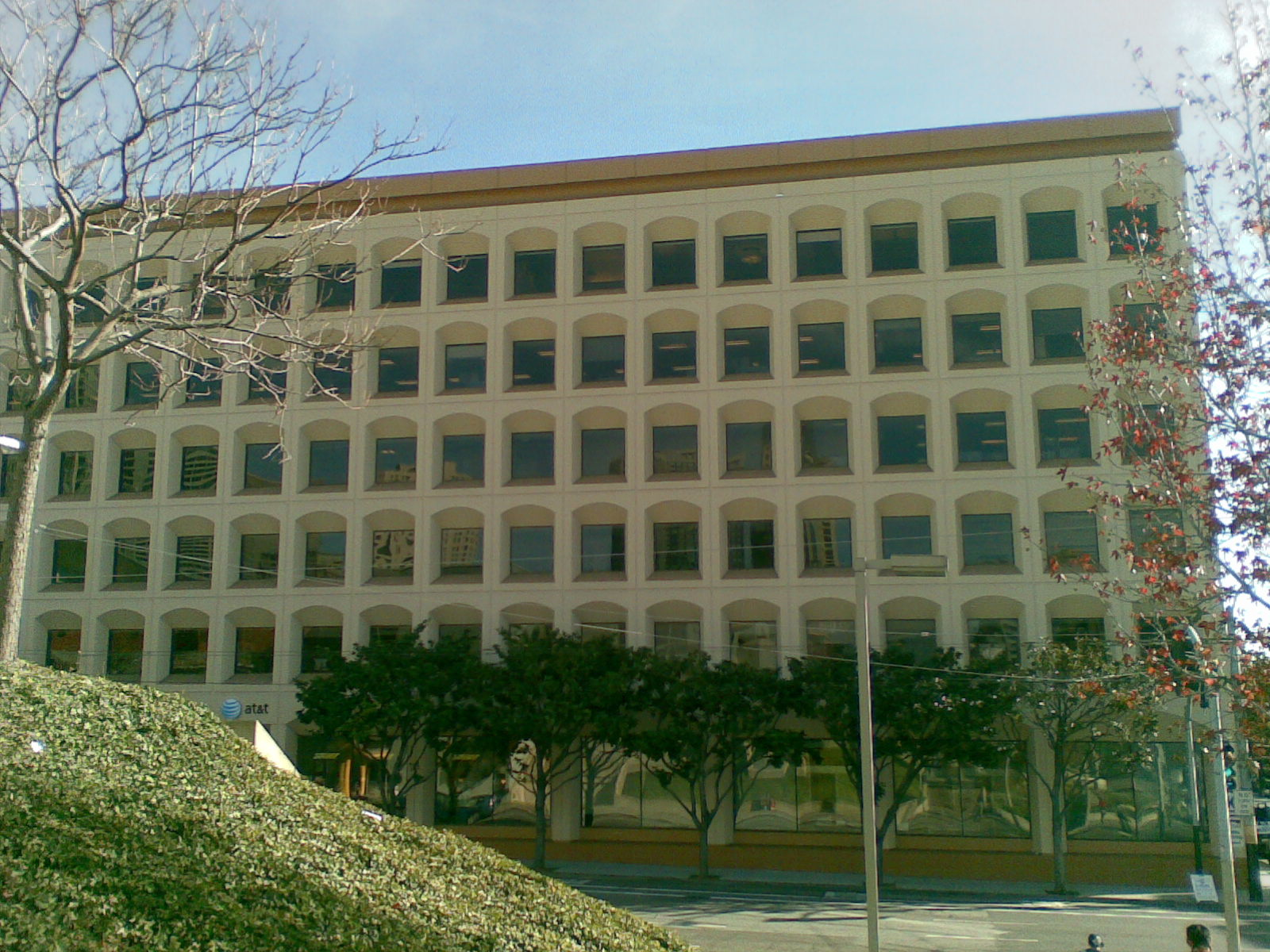
Штаб-квартира «Твиттера» в Сан-Франциско на 795 Folsom St.

«Твиттер» привлёк более 57 миллионов долларов венчурного капитала, хотя точные цифры не открыты общественности. На первом этапе финансирования (хотя сумма сделки не разглашается) компания получила 1—5 миллионов долларов. На втором этапе финансирования в 2008 году — 22 миллиона долларов, на третьем этапе финансирования в 2009 году — 35 миллионов долларов от Institutional Venture Partners и Benchmark Capital, вместе с неопределённой суммой от других инвесторов, включая Union Square Ventures, Spark Capital и Insight Venture Partners. «Твиттер» опирается на Union Square Ventures, Digital Garage, Spark Capital, и Bezos Expeditions. В декабре 2011 саудовский принц Эльвалид бен Талад инвестировал в «Твиттер» 300 миллионов долларов, оценив всю компанию в 8,4 миллиарда. 13 апреля 2010 года «Твиттер» объявил о планах предлагать платные объявления для компаний в виде поисковой рекламы, наподобие рекламной модели Google AdWords. По состоянию на 13 апреля «Твиттер» объявил, что соглашение уже подписали ряд компаний, в том числе Sony Pictures, Red Bull, Best Buy и Starbucks.
Некоторые данные о выручке ресурса были опубликованы в журнале TechCrunch, на основе информации от хакера Croll Hacker. По этим данным, проектная выручка составила 400 000 $ в третьем квартале 2009 года и 4 млн $ в четвёртом квартале. Прогнозы на конец 2013 года: 1,54 млрд $ выручки, 111 млн $ чистой прибыли и 1 миллиард пользователей. Нет данных о том, каким образом «Твиттер» достигнет этих цифр. В ответ на публикацию, в блоге одного из основателей «Твиттера», Биза Стоуна, появилась запись о возможном судебном иске против хакера.
По данным журнала Forbes выручка по итогам III квартала 2013 года составила 168,6 млн $.
В сентябре 2016 года Bloomberg Intelligence оценил стоимость Twitter в 16,7 млрд $, исключая наличные денежные средства.
В 2016 году начался судебный процесс с участием акционеров, которые утверждали, что компания ввела их в заблуждение по поводу показателей вовлечённости пользователей. В сентябре 2021 года Твиттер согласились выплатить 809,5 миллионов $, чтобы закрыть групповой иск. При этом факт правонарушения компания отрицает.
За первые три месяца 2022 года выручка Twitter превысила 1,2 млрд $. По сравнению с 2021 годом доходы от рекламы выросли на 23 % — на 1,11 млрд $.
В июле 2023 года Илон Маск сообщил, что Твиттер является убыточной компанией из-за падения доходов от рекламы и большой долговой нагрузки.

## Функции
Изначально сервис «Твиттер» был построен на Ruby on Rails. В дальнейшем список технологий значительно расширился, включив Scala. Автор технологии Стивен Джонсон описывает основной механизм «Твиттера» как «чрезвычайно простой»:
|  | Будучи социальной сетью, «Твиттер» вращается вокруг принципа подписчиков (followers). Когда вы решите подписаться на записи другого пользователя «Твиттера», твиты этого пользователя отобразятся в обратном хронологическом порядке на вашей главной странице «Твиттера». Если вы подпишетесь (to follow) на записи 20 человек, вы увидите их твиты на странице, прокручивающейся вниз… |

«Твиттер» также сравнивается с веб-клиентом для Internet Relay Chat (IRC).

### Сообщения
Пользователи могут объединять группу сообщений по теме или типу с использованием хештегов — ключевых слов или фраз, начинающихся со знака октоторпа (#). Кроме того, буква d перед именем пользователя позволяет отправлять сообщения в частном порядке, приватно. Наконец, знак @ перед именем пользователя используется для упоминания или ответа другим пользователям.
В конце 2009 года была добавлена функция «Списки „Твиттера“», что позволяет пользователям следить (а также отмечать и отвечать) за списками авторов, а не за отдельными авторами.
Через SMS пользователи могут общаться с «Твиттер» через пять шлюзовых номеров: короткие коды для Соединённых Штатов Америки, Канады, Индии, Новой Зеландии и острова Мэн. Существует также короткий код в Соединённом Королевстве, который доступен только для абонентов на Vodafone, O2 и Orange. В Индии «Твиттер» поддерживает только твиты с Bharti Airtel. Аналогичная платформа под названием GladlyCast существует для мобильных телефонов пользователей в Сингапуре, Малайзии и Филиппинах.
Сообщения были изначально настроены на 140 символов для совместимости с SMS-сообщениями, из-за сокращённых обозначений и сленга, которые обычно используются в сообщениях SMS. 140-символьный размер потребовал использования услуг сокращения URL — таких как bit.ly, goo.gl, hsu.su и tr.im, и услуги хостинга, такие как Twitpic, Mobypicture или Yfrog — для размещения мультимедийного контента и текста более чем 140 символов. «Твиттер» использует собственный сервис сокращения ссылок t.co для автоматического сокращения всех URL, размещённых на своём сайте.
В ноябре 2017 года «Твиттер» расширил максимально допустимое число знаков в одном сообщении вдвое — до 280 символов. Однако нововведение не распространилось на японский, корейский и китайский языки.
С ноября 2019 года пользователи могут скрывать ответы на свои публикации, например, негативные или оскорбительные комментарии.
В 2020 году в Твиттер добавили функцию Fleets (аналог Stories в Instagram) и голосовые чаты Spaces.
В мае 2023 года запустили пробную версию зашифрованных сообщений.

### Статьи
Летом 2023 года стало известно, что Twitter работает над функцией, позволяющей «публиковать большие материалы с использованием различных медиасредств». Функция стала доступна в марте 2024 года для верифицированных организаций, а также платных подписчиков с тарифом Premium+.

### Видео- и аудиозвонки
В мае 2023 года Илон Маск сообщил, что в Twitter скоро появятся видео- и аудиозвонки.

### Новости
В 2015 году компания запустила сервис «Moments», который даёт возможность пользователям отслеживать различные сюжеты и их развитие. Отличительным свойством нового сервиса, интегрированного в приложение, является то, что он позволяет узнавать пользователям о разнообразных резонансных и популярных событиях без подписки на аккаунты других людей.

### Опросы
В 2016 году запущено тестирование нового рекламного формата «Conversational Ads», с помощью которого можно создавать опросы с двумя ответами на выбор. После клика по объявлению пользователи получают сообщение на месте CTA-кнопок.

### Бизнес-функции
В феврале 2016 года компанией «Твиттер» официально объявлено о запуске двух новых опций для бизнеса. Теперь становится возможным проводить опрос клиентов благодаря сервису Customer Feedback, который позволит компаниям изучать индекс лояльности NPS и индекс удовлетворённости клиентов (CSAT). Ещё одна удобная для брендов функция — добавление в твиты ссылки через кнопку «Отправить личное сообщение».
18 апреля 2016 года Twitter запустил поддержки групп объявлений в Ads Editor. Благодаря нововведению можно создавать несколько групп объявлений с разными критериями для таргетинга и разными типами в рамках одной кампании и отслеживать их эффективность.

## Общественное значение

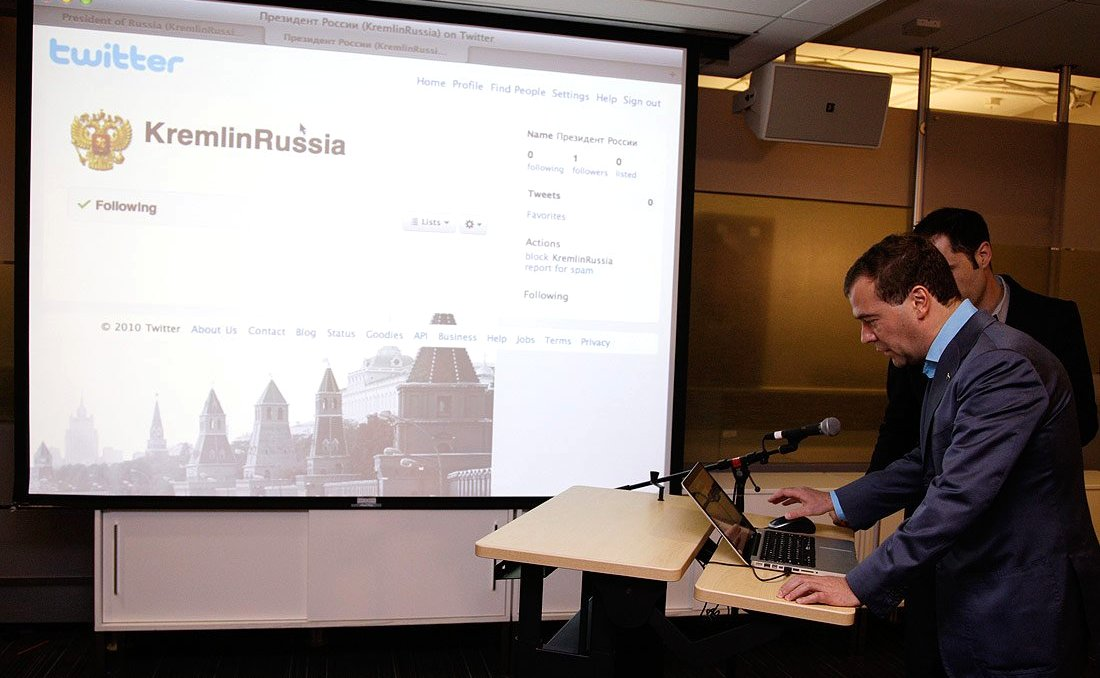
Дмитрий Медведев открывает официальный аккаунт в офисе «Твиттера»

The Wall Street Journal отмечает, что социально-сетевые услуги, подобные «Твиттеру», «вызывают смешанные чувства у технологически подкованных людей, которые были ранними их адептами». Поклонники говорят, что «Твиттер» является хорошим способом быть в контакте с занятыми друзьями. Но некоторые пользователи начинают чувствовать себя «слишком связанными», получают огромные счёта за мобильный телефон и считают лишним, что нужно обязательно сказать знакомым, что у них на ужин. «Для многих людей идея описания методичной деятельности в таких подробностях абсурдна», заявил писатель Клайв Томпсон.
10 апреля 2008 года Джеймс Бак (James Buck), в то время студент факультета журналистики университета в Беркли, и его переводчик были арестованы в Египте за фотографирование антиправительственных выступлений. По дороге в полицейский участок Бак смог передать слово «арестован» 48 своим корреспондентам на «Твиттере». Это сообщение было немедленно передано в университет, посольство США в Каире и некоторые СМИ. В результате этих действий для Бака был нанят адвокат и он был отпущен из тюрьмы Махалла уже на следующий день после задержания.
В эпизоде The Daily Show 26 февраля 2009 года приглашённый гость Брайан Уильямс сказал, что он никогда не будет использовать «Твиттер», потому что он ничего не делает такого, что было бы достаточно интересно для публикации в формате «Твиттера». В другом эпизоде The Daily Show, от 2 марта 2009 года, Джон Стюарт негативно отозвался о членах Конгресса, которые сидели в «Твиттере» во время обращения президента Обамы к Конгрессу (24 февраля 2009) и не улавливали содержание речи.
В 2017 году «Твиттер» запретил рекламу с аккаунтов RT и Sputnik. Российской стороной данное решение было расценено как «очередной агрессивный шаг, направленный на блокировку деятельности российского телеканала Russia Today и ставший результатом давления части американского истеблишмента и спецслужб».
В апреле 2018 года «Твиттер» запретил рекламу с официальных аккаунтов Лаборатории Касперского, ссылаясь на её связи со спецслужбами.
8 января 2021 года Твиттер бессрочно заблокировал аккаунт бывшего президента США Дональда Трампа и навсегда закрыл доступ к его учётной записи с 88 миллионами подписчиков. Также Твиттер заблокировал аккаунт штаба Трампа и пообещал блокировать любой используемый Трампом аккаунт сети, в том числе официальный Президента США. Также Твиттер в январе 2021 заблокировал бывшего советника Президента США по национальной безопасности республиканца Майкла Флинна, адвоката Трампа Сидни Пауэлл, сына Президента Дональда Трампа-младшего, республиканца Раша Лимбо — самого популярного радиоведущего США с 15 млн слушателей, писавших в сервисе про нарушения на выборах Президента США. С 6 по 12 января 2021 года Твиттер заблокировал свыше 70 тысяч аккаунтов сторонников Трампа за распространение теорий заговора. На фоне блокировки аккаунта Трампа акции компании подешевели на 8-11 % на торгах в США.

### Блокирование в России

#### Персональные данные и претензии властей
17 января 2019 года Facebook и Twitter ответили на запросы Роскомнадзора о локализации баз персональных данных российских пользователей на территории России, направленные в декабре 2018 года. По словам главы Роскомнадзора Александра Жарова, администрации соцсетей предоставили «лишь формальные ответы <….> которые не содержат конкретной информации о локализации баз данных» и сроках данного процесса. 21 января Жаров заявил, что Роскомнадзор начинает административное производство в отношении Facebook и Twitter из-за непредоставления конкретных планов по базам данных. Месяц спустя, 21 февраля 2019 года, Роскомнадзор составил протокол об административном нарушении со стороны американской социальной сети Twitter, которая не локализовала данные российских пользователей в России. Максимальное наказание, которое может грозить Twitter, — штраф до 5 тыс. руб.
13 февраля 2020 года мировой судебный участок Таганского района Москвы оштрафовал Twitter на 4 млн рублей, признав компанию виновной в «административном преступлении» по статье о нарушении законодательства в области персональных данных. Дело было возбуждено по инициативе Роскомнадзора из-за отказа переносить в Россию серверы с персональными данными российских пользователей. На заседание суда не явились ни представители Twitter, ни Роскомнадзора. Судья выносила решение по письменным материалам, согласно которым Twitter не признаёт своей вины.

#### Замедление скорости работы
10 марта 2021 года Роскомнадзор объявил о начале первичного замедления скорости работы Twitter в России на сетях всех операторов мобильной связи и половине операторов фиксированной, так как из 28 тыс. первоначальных и повторных запросов на удаление запрещённой информации не удалёнными остались 3168, включая призывы к совершению самоубийства несовершеннолетними, детскую порнографию и информацию об использовании наркотиков. Замедление как средство ограничения доступа к ресурсу было применено Роскомнадзором впервые. Вскоре после заявления РКН сайты самого Роскомнадзора, Кремля, Госдумы, ряда других правительственных министерств и ведомств оказались временно недоступны. Также не работал сайт Почты России, в почтовых отделениях было затруднено отправление и получение посылок, граждане не могли оплачивать услуги ЖКХ и совершать другие операции. Замглавы Роскомнадзора Вадим Субботин отрицал, что данные проблемы с работой государственных сайтов были связаны с попытками замедлить доступ к Twitter.
Полисер по 128 кбит/с к пользователю и от него был назначен на трафик с доменов, содержащих в названии twitter.com, abs.twimg.com, pbs.twimg.com, video.twimg.com и t.co, которые используются для загрузки изображений, видео и служебных скриптов Twitter. Пакеты, не умещавшиеся в данную полосу, должны были отбрасываться, порождая повторные передачи со стороны сервера. Определение технических доменов сервиса производилось по строке Server Name Indication, передающейся в рамках установления TLS-сессии. Применение политики привело к замедлению любых ресурсов, в доменах которых содержится t.co: microsoft.com (из-за чего, в частности, возникли проблемы с обновлениями от Microsoft), reddit.com, rt.com, pinterest.com, служебный домен Google googleusercontent.com. Профилирование трафика осуществляется провайдерами при помощи технологии DPI (Deep packet inspection). Согласно закону о «суверенном Интернете», устройства DPI, выполняющие также роль технических средств противодействия угрозам, управляются централизованно Роскомнадзором. Эксперты предположили, что сотрудники Роскомнадзора проявили техническую неграмотность при работе с процессором обработки данных DPI и из-за некорректной настройки оборудования допустили замедление и/или полную недоступность сторонних ресурсов. Спустя сутки после начала замедления маска t.co была удалена из списка целевых доменов.
16 марта Роскомнадзор заявил о возможности блокировки Twitter в России через месяц без предупреждения и решения суда.
17 марта стало известно, что Роскомнадзор потребовал от Twitter удалить аккаунт «МБХ медиа» @MBKhMedia на основании того, что там публикуются материалы «Открытой России», а также аккаунт Ассоциации школ политических исследований при Совете Европы.
В мае 2021 года Роскомнадзор направил в суд шесть протоколов в отношении Twitter из-за неудаления противоправной информации (ч.2 ст.13.41 КоАП). Рассмотрение протоколов назначено на 27 мая.
В начале апреля 2021 года суд уже штрафовал Twitter по трём протоколам суммарно на 8,9 млн рублей за отказ удалить информацию с призывами к несовершеннолетним принять участие в несанкционированных акциях. Соцсеть их обжаловала.
Роскомнадзор принял решение не блокировать Twitter, поскольку сервис удалил 91 % запрещённого в России контента. Роскомнадзор снимет ограничения доступа в фиксированных сетях, но сохранит замедление трафика на мобильных устройствах.
В ноябре 2021 года Таганский суд оставил без изменений решение о выплате компанией штрафа в 5 млн рублей за неудаление запрещённого контента.

#### Предложения по разблокировке
После того, как руководство Twitter сняло блокировку с официальных аккаунтов российских государственных деятелей, министерств и организаций, замглавы Комитета Госдумы по информационной политике Антон Горелкин, учитывая новые подходы социальной сети, предложил пересмотреть наложенные ограничения работы платформы в России. Позже инициативу депутата поддержала глава Лиги безопасного интернета Екатерина Мизулина.
В Лиге безопасного интернета поддержали инициативу разблокировать социальную сеть Twitter в России. По словам главы организации Екатерины Мизулиной, можно начать работу по пересмотру решения об ограничении работы площадки в стране, передаёт ТАСС.

## Региональные блокировки
21 марта 2014 года власти Турции запретили Twitter, посчитав его инструментом организации антиправительственных акций. В 2015 году Twitter как минимум 2 раза блокировался и разблокировался местными властями. В свою очередь, эти действия вызвали критику представителей Евросоюза. Также блокировки наблюдались в феврале 2023 года после землетрясений.
2 июля 2021 года «Твиттер» внесён в реестр нарушителей закона Узбекистана о персональных данных. Тема отмены блокировки несколько раз поднималась, например, местными депутатами и предпринимателями. 1 августа 2022 года Twitter был разблокирован.
4 марта 2022 года Роскомнадзор заблокировал «Твиттер» на территории России за «ограничение доступа к российским СМИ и распространение ложной информации о вторжении России на Украину».
17 августа 2024 года X объявила о закрытии своего представительства в Бразилии, после того как судья Верховного суда Александр де Мораес пригрозил сотрудникам арестом, если соцсеть не будет соблюдать требования ВС. Ранее бразильский суд потребовал заблокировать несколько аккаунтов из-за «фейков». Соцсеть сначала подчинилась, но затем её владелец Илон Маск решил, что следование «агрессивной цензуре» противоречит принципам X, и отменил решение. Закрытие бразильского офиса не повлияет на доступность соцсети в стране. 30 августа Верховный суд Бразилии постановил приостановить работу социальной сети, за обход блокировки пользователям грозит штраф в 50 тысяч реалов (около 9 тыс. долларов).

## Безопасность и конфиденциальность
Начиная со второй половины 2015 года было заблокировано более 125 тысяч аккаунтов пользователей Twitter. Руководство социальной сети таким образом провело свою масштабную кампанию против угроз и пропаганды терроризма. C 1 января 2020 года в Twitter вступила в силу новая политика конфиденциальности — обязательство предоставлять пользователям больше информации о том, какие сведения о них собирают, а также о предпринимаемых мерах по защите данных. Одним из главных нововведений стало создание сетевого ресурса «Центр конфиденциальности Twitter», где рассказывается о том, какие меры предпринимают сотрудники соцсети для защиты личных данных пользователей, об инициативах с этой целью, а также о допущенных в данной сфере нарушениях.
В ноябре 2020 года Твиттер взял на работу Пейтера Затко (Peiter Zatko), одного из самых уважаемых хакеров в мире, известного под хакерским псевдонимом Мадж (Mudge). Затко получил должность главы Службы безопасности — и обширные полномочия по изменению структуры и практик в компании. Он напрямую подчиняется генеральному директору Джеку Дорси и, как ожидается, возьмёт на себя управление ключевыми функциями безопасности.

#### Взлом аккаунтов крупных компаний и знаменитостей
15 июля 2020 года хакеры взломали учётные записи в Twitter ряда американских предпринимателей и крупных компаний, разместив в них сообщения с предложением подписчикам перечислить на их счёт биткойны. Злоумышленники получили контроль над учётными записями бизнесменов Илона Маска, Билла Гейтса, Джеффа Безоса, бывшего мэра Нью-Йорка Майкла Блумберга, главы инвестиционного фонда Berkshire Hathaway Уоррена Баффета, рэп-исполнителя Канье Уэста, бывшего вице-президента США Джо Байдена и бывшего президента США Барака Обамы. Хакерам удалось собрать порядка 120 тысяч долларов
Twitter начал расследование, временно запретив части пользователей во время проведения проверки публиковать сообщения и восстанавливать пароль. В тот же день в Twitter сообщили о возобновлении работы большинства аккаунтов после проверки. Генеральный директор компании Джек Дорси дал публичное обещание сообщить общественности результаты расследования взлома аккаунтов. На следующий день в компании подтвердили, что хакеры устроили скоординированную атаку, выбрав к качестве объекта внедрения сотрудников Twitter, имевших доступ к внутренним системам и инструментам.
16 июля расследование взлома начало ФБР. Twitter отложил выпуск программных средств, предназначенных для разработки сторонними специалистами приложений в соцсети.
Пресс-секретарь Белого дома Кейли Макинани на брифинге для журналистов сообщила, что Президент США Дональд Трамп не будет покидать Twitter в связи со взлом аккаунтов. «Президент останется в Twitter. Его аккаунт защищён и не подвергался опасности во время этих атак», — пояснила чиновница.
Руководство соцсети опубликовало промежуточный отчёт о ходе расследования, сообщив, что взломщики, вероятнее всего, не знали паролей от учётных записей. Компания также сообщила, что по обновлённым данным хакеры взломали около 130 учётных записей, и пообещала в сжатые сроки принять меры, позволяющие предотвратить повторение атак.
18 июля Федеральная торговая комиссия США сообщила, что проведёт проверки, и Twitter может грозить штраф. ФТК сообщила, что намеревается выяснить, соблюдали ли в компании договорённости, которые были достигнуты после массового взлома аккаунтов в 2009 году, когда руководство Twitter обязалось принять меры для защиты личных данных пользователей.
Газета The New York Times, установив контакт с хакерами, выяснила, что к совершённому взлому аккаунтов в Twitter причастна группа молодых людей из США и Великобритании. По данным издания, ключевую роль во взломе сыграл хакер по прозвищу Кирк (другой информацией о его личности газета не располагает), который получил доступ к внутренним системам компании Twitter. Это и позволило ему частично контролировать учётные записи многих известных людей и компаний.

## Сбои и DDoS-атаки
10-11 марта 2025 года сервисы мониторинга сбое зафиксировали большое количество сообщений о проблемах в работе X. Сам Илон Маск, в аккаунте X подтвердил, что причиной сбоя стала массированная кибератака.